# Pollatschek Elemér
Pollatschek Elemér (Nagykároly, 1875. február 10. – Mauthauseni koncentrációs tábor, 1944. december 31.) fül-orr-gégész, főorvos, egyetemi tanár, Molnár Béla (1884–1932) belgyógyász sógora.

## Életpályája
Pollatschek Dávid (1843–1921) és Widder Zsófia (1848–1915) fiaként született zsidó családban. Tanulmányait a Budapesti Tudományegyetem Orvostudományi Karán végezte. Orvosi oklevelének megszerzése után az egyetem Anatómiai Intézetében kezdte meg működését, majd a Korányi Frigyes-féle Belgyógyászati Klinika és a II. számú Belgyógyászati Klinika gyakornoka lett. Utóbbin műtőorvosi képesítést szerzett. Fül-orr-gégészi szakképesítését Bécsben szerezte meg, ahonnan hazatérve az Erzsébet Királyné Szanatóriumban helyezkedett el mint gégeorvos (1902–1906). Sebészeti tapasztalatait felhasználva garatműtéteket is végzett. Rövid ideig ismét a Korányi-féle Klinikán dolgozott, ezúttal mint gégész főorvos, majd 1910-től a Pesti Izraelita Hitközség Szabolcs Utcai Kórházának gégész főorvosának nevezték ki. 1916-ban a Budapesti Tudományegyetem Orvostudományi Karán a felső légutak diagnosztikája és gyógytana című tárgykörből magántanárrá képesíttették (1916). Az első világháború idején a katonai egészségügy körül szerzett kiváló érdemei elismeréséül megkapta a Vöröskereszt hadiékítményes II. osztályú díszjelvényét. Részt vett az Orvos a családban című ötkötetes könyvsorozat szerkesztésében. Gyakori résztvevője volt nemzetközi kongresszusoknak, előadásokat tartott Kielben, Koppenhágában, Nürnbergben és Berlinben. Kórházi főorvosi működése 30. évfordulóján tanítványai, tisztelői és barátai emlékkönyvet adtak ki, melynek előszavát Lénárt Zoltán professzor írta.
A német megszállást követően a Gestapo letartóztatta és a Pestvidéki Fogházba vitte. Pár nappal később a mauthauseni koncentrációs táborba deportálták. Az egészsége rohamosan romlott és az év utolsó napján tüdőgyulladás következtében életét vesztette. Halála után harmincnégy társával együtt jelöletlen tömegsírba temették.

## Családja
1904. május 31-én házasságot kötött Molnár Lipót kassai gyógyszerész és Widder Janka leányával, Molnár Margittal (1885–1946).
Gyermekei:
- Pollatschek Erzsébet, férjezett Hoffmann Imréné
- Pollatschek Lili (1905–1962) festőművésznő, férjezett Bródy Jánosné.

Unokái: Hofmann Péter, Alexander Brody (Bródy Sándor) és Bródy Zsófia.

## Művei
- Az orr melléküregeinek megbetegedései. (Orvosi Hetilap, 1901, 9.)
- Lehet-e a garat-, torok- és nyelvmandola (Waldeyer-féle gyűrű) a tuberculosis bevándorlási helye? (Orvosi Hetilap, 1902, 51–52.)
- A gégetuberculosis diétás és physikális gyógykezelése. – Extraauricularis eredetű fülfájdalmak. (Budapesti Orvosi Újság, 1905, 2.)
- Műtétek az alsó orrkagylón. Budapesti Orvosi Újság, 1905, 3.)
- Gégeműtétek közvetlen (direkt) úton. (Orvosi Hetilap, 1912, 49.)
- A gégegümőkór elektrochemolysises kezelése. (Orvosi Hetilap, 1913, 31.)
- A tünetnélküli gégetubercolosis. (Orvosképzés, 1914, 6–7.)
- Az ozaena vaccinás gyógyítása. (Orvosi Hetilap, 1915, 14.)
- Az állcsontöböl-műtétek indicatiója. (Orvosi Hetilap, 1915, 15.)
- Dolgozatok az orr- és gégebetegségek köréből. Budapest, 1915
- A szénívlámpafény immunbiológiai hatása gégetuberculosisnál. (Orvosképzés, 1925, 1.)